# Aphaenogaster occidentalis
Aphaenogaster occidentalis är en myrart som först beskrevs av Carlo Emery 1895.  Aphaenogaster occidentalis ingår i släktet Aphaenogaster och familjen myror. Inga underarter finns listade i Catalogue of Life.

## Bildgalleri

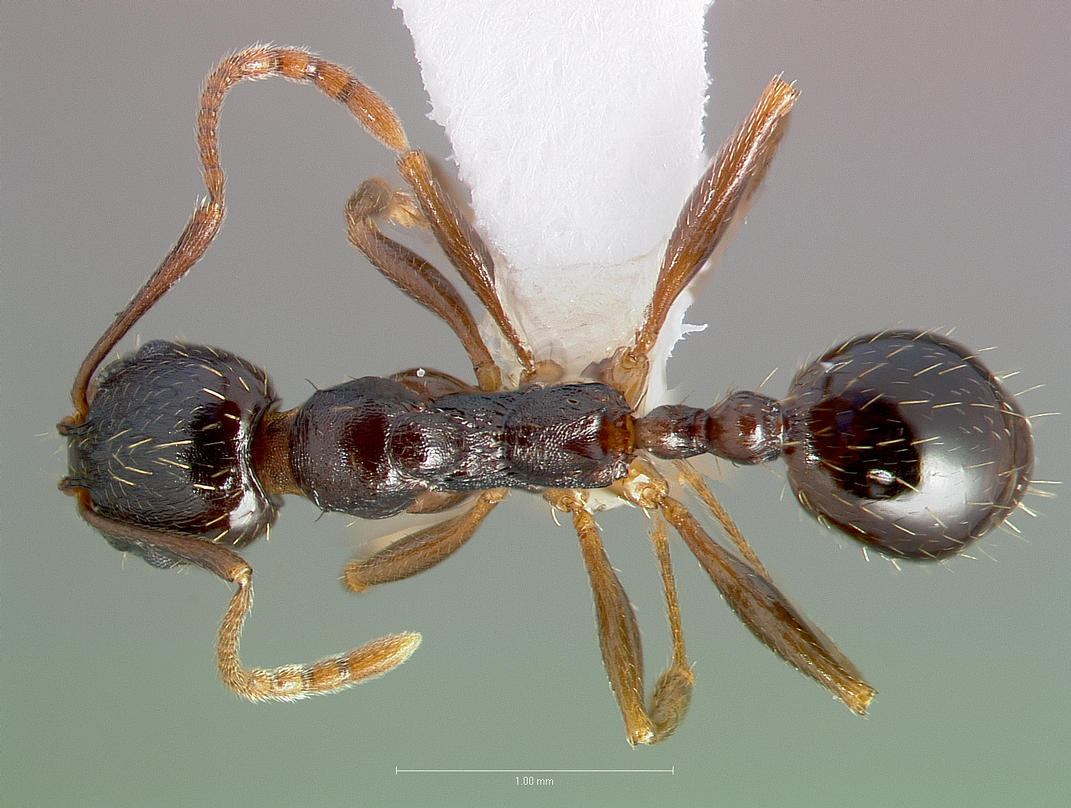
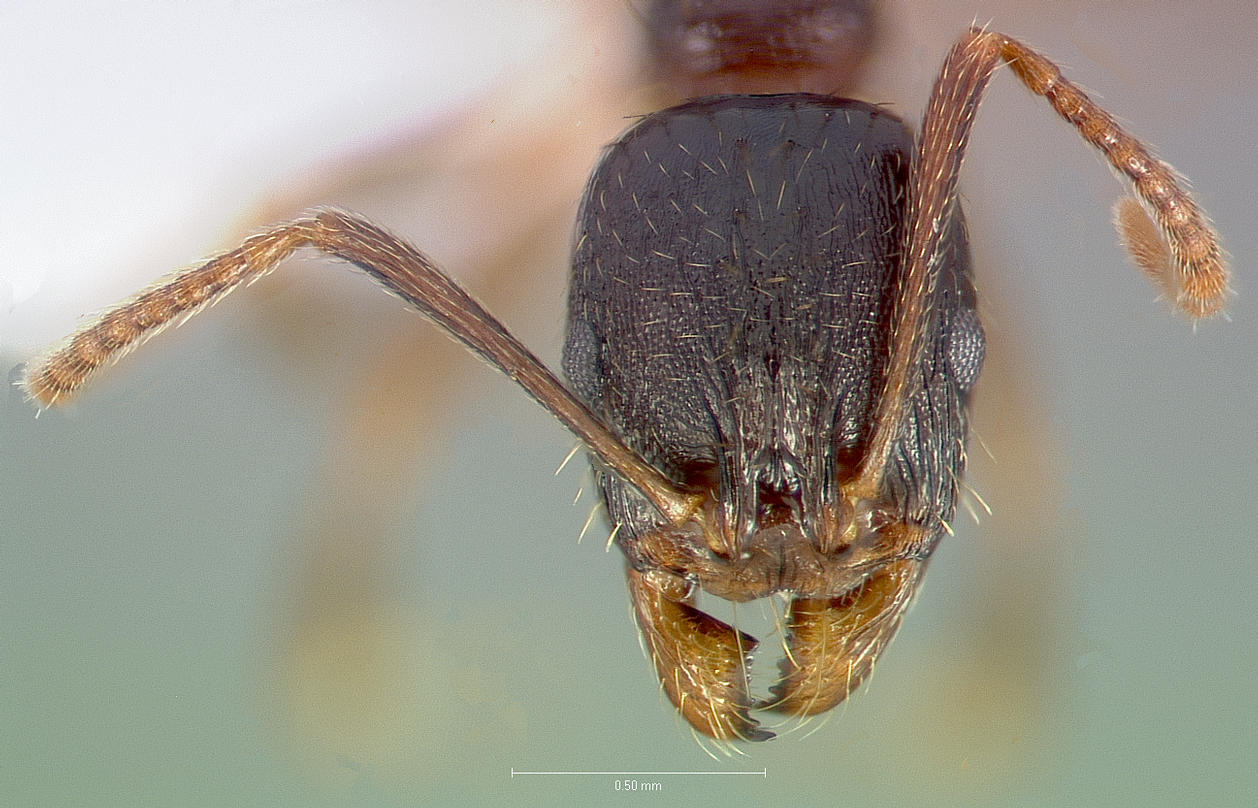
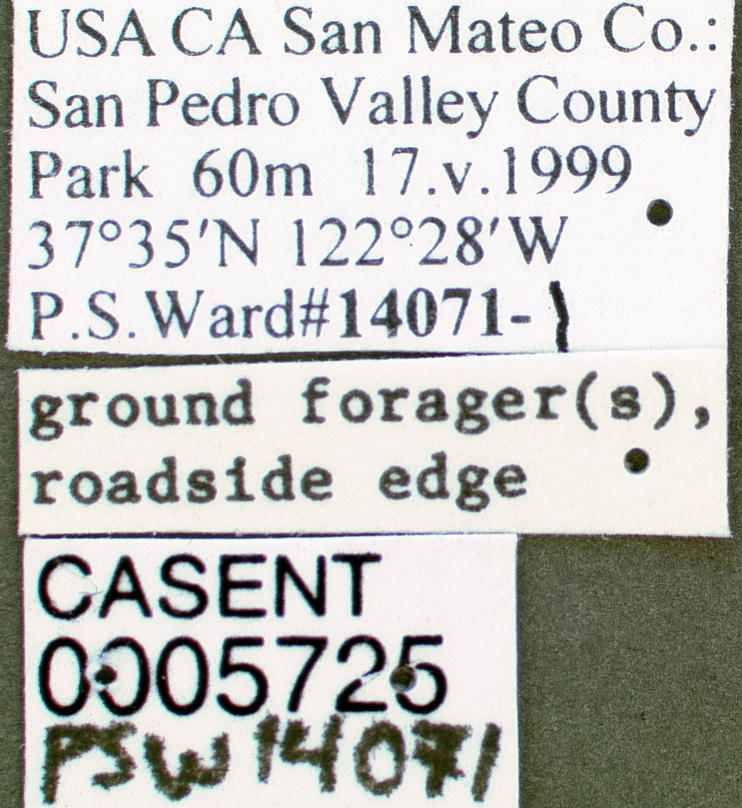
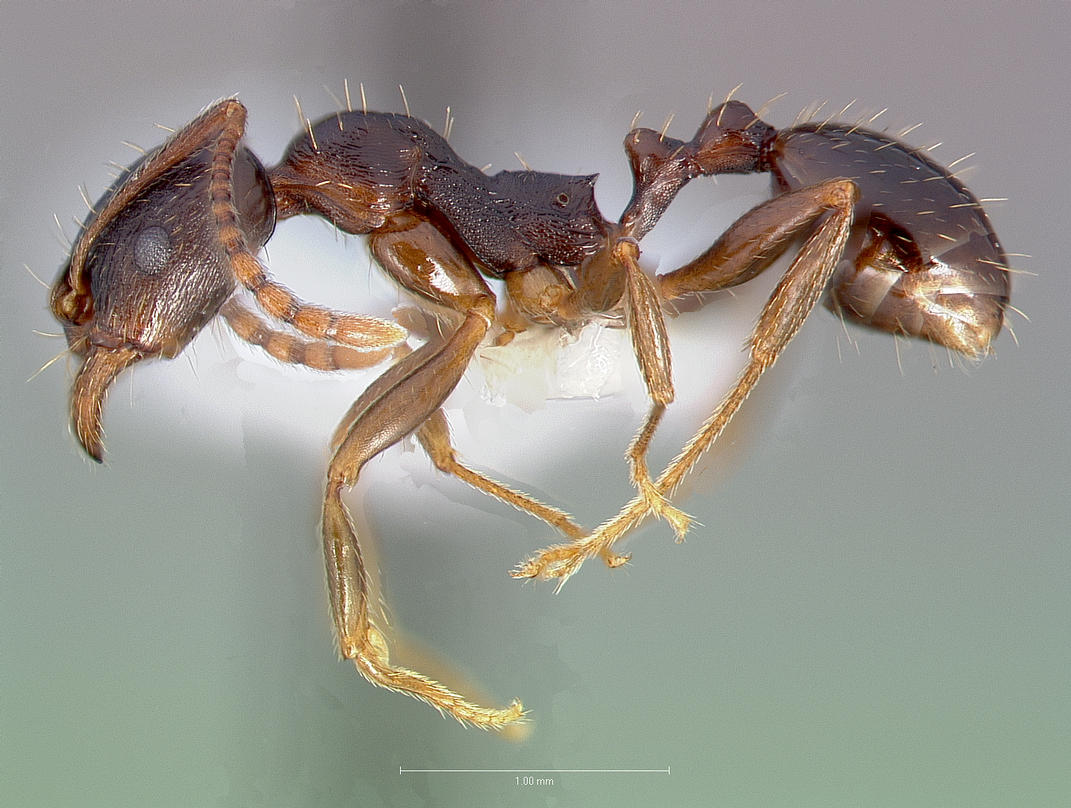
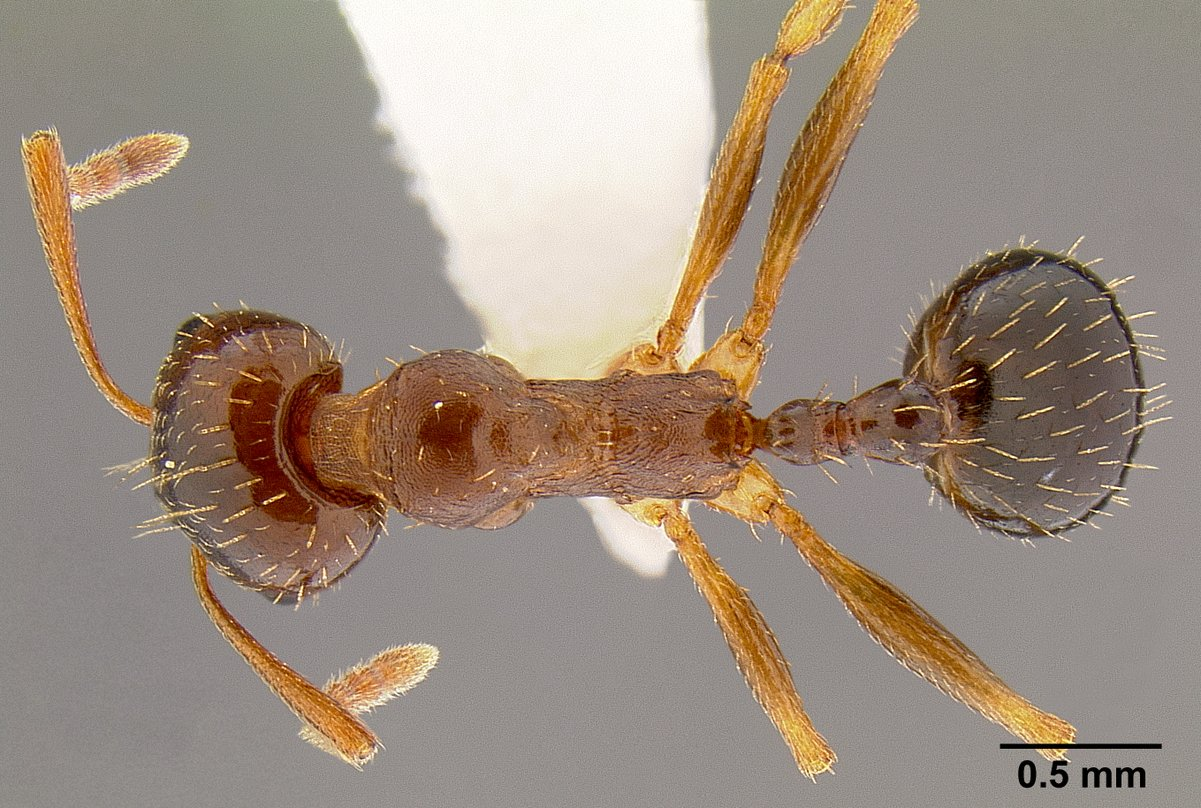
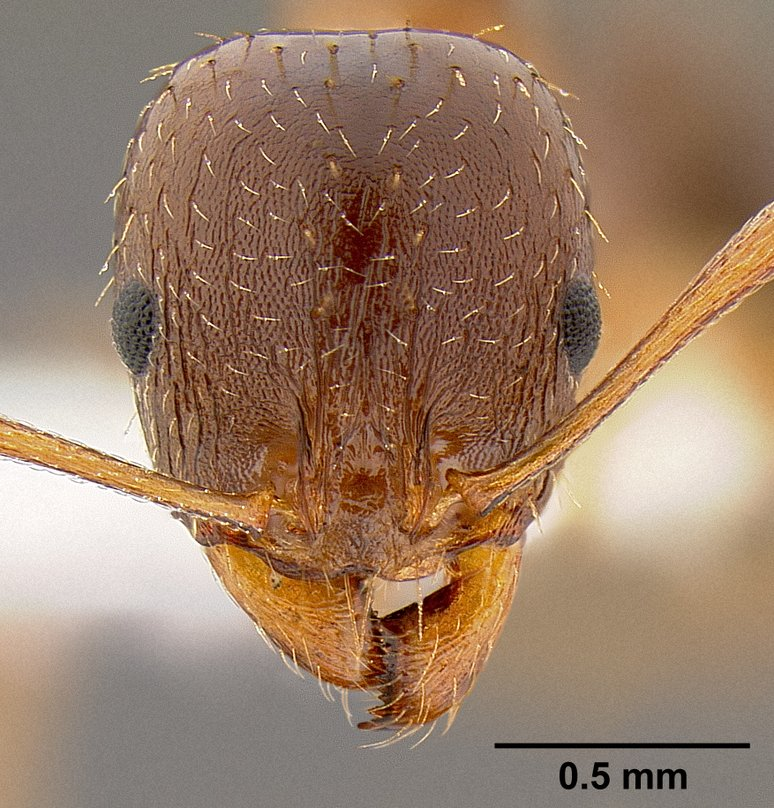